# Sredneïvkino
 (juin 2024).
Sredneïvkino (en russe : Среднеивкино) est un village de l'établissement rural de Sredneïvkino du raïon de Verkhochijemié de l'oblast de Kirov en Russie européenne. Sa population s'élevait à 797 habitants au recensement de 2010.

## Géographie
Sredneïvkino est située dans l'oblast de Kirov, un sujet de la Russie, dans le district fédéral de la Volga. Le village se trouve dans l'établissement rural de Sredneïvkino, une municipalité dont le village est le chef-lieu, dans le raïon de Verkhochijemié, un raïon du centre de l'oblast,. 
Sredneïvkino, comme tout l'oblast de Kirov, est située dans le fuseau horaire MSK (heure de Moscou). Le décalage horaire appliqué par rapport au temps universel coordonné est +03:00.

## Démographie
Recensements (*) et estimations de la population,:
| 2002 * | 2010* | - | - |
| ------ | ----- | - | - |
| 863    | 797   | - | - |

## Culture locale et patrimoine
Le village possède le complexe de l'église de la Trinité du XVIIIe siècle, qui est classé comme monument d'urbanisme et d'architecture de l'oblast.